# Giovanni Micheletto
Giovanni Micheletto, né le 22 janvier 1889 à Sacile, dans la province de Pordenone, dans la région du Frioul-Vénétie Julienne et mort le 9 septembre 1958 dans la même ville, est un coureur cycliste italien.

## Biographie
Professionnel de 1909 à 1914, Giovanni Micheletto a remporté le Tour de Lombardie 1910, ainsi que le Tour d'Italie 1912 avec l'équipe Atala.

## Palmarès
- 1909
  - 2e étape du Tour de Vénétie
  - 2e du Tour de Vénétie
- 1910
  - Tour de Lombardie
  - Tour de Romagne-Toscane
  - Tour de la province de Mantoue
  - 2e de Milan-Modène
  - 2e de la Coppa Bastogi
- 1911
  - Tour de Romagne
  - 2e étape du Tour des trois capitales
  - 2e du Tour de Lombardie
  - 3e de Milan-Modène
- 1912
  - Tour d'Italie :
    - Classement général (avec l'équipe Atala)
    - 1re et 7e étapes (avec l'équipe Atala)
- 1913
  - 1re étape du Tour de France
  - Paris-Menin

## Résultats sur les grands tours

### Tour de France
1 participation
- 1913 : abandon (3e étape), vainqueur de la 1re étape, leader pendant 1 jour

### Tour d'Italie
3 participations
- 1909 : abandon
- 1910 : abandon
- 1912 : Vainqueur avec l'équipe Atala (classement par équipes), vainqueur des 1re et 7e étapes